# Foidart & Rosenthal
Établissements Foidart et Rosenthal war ein belgischer Hersteller von Automobilen. Der Markenname lautete Foidart & Rosenthal.

## Unternehmensgeschichte
Das Unternehmen war am Quai du Hainaut in Brüssel ansässig. An der gleichen Adresse befand sich auch die Société Générale de Constructions Mécaniques. 1900 begann die Produktion von Automobilen. Im gleichen Jahr endete die Produktion.

## Fahrzeuge
Das Unternehmen stellte zwei verschiedene Modelle her. Der 3 CV war ein zweisitziger Kleinwagen mit liegendem Motor, etwa 3 PS Leistung, Dreiganggetriebe und Platz für zwei Personen. Daneben gab es den 7 CV.